# Arevakhatch

Arevakhatch clássica

A arevakhach (em armênio: Արեւախաչ, lit. "cruz solar"), também conhecida como cruz gamada (կեռախաչ ou կեռ խաչ), cruz agarrada (ճանկախաչ), cruz de asa (խաչաթև), cruz de Vaagne (վահագնախաչ), cruz de Pariur (պարույրախաչ), cruz cósmica (տիեզերախաչ), cruz guerreira (պատերազմախաչ) ou ainda cruz de combate (խաչ պատերազմի), suástica armênia (հայկական սվաստիկա) e símbolo armênio da eternidade (հավերժության հայկական նշան), é um antigo símbolo tradicional armênio, um tipo específico de suástica. As representações mais antigas da arevakhatch na Armênia se referem à revolução cultural humana do período neolítico (aproximadamente entre 7 e 5 milênios a.C.). A principal representação da arevakhatch é o sol, do qual também se origina o sentido de luz, movimento de vida, eternidade, prosperidade, felicidade e sucesso.
Na Armênia Antiga a arevakhatch era gravada em escudos, utensílios domésticos, vestimenta, bandeiras e brasões; usada em templos (inicialmente nos pagãos depois também nos cristãos) e como parte decorativa das casas.
Muitas vezes a arevakhatch pode ser encontrada no Planalto Armênio entalhada em pedras. De acordo com alguns pesquisadores, a metade das letras do alfabeto armênio é constituída de formas modificadas da arevakhatch.